# Модуль зсуву

Деформація зсуву

Модуль зсуву (модуль пружності другого роду) — характеристика пружних властивостей ізотропних твердих тіл в умовах деформації зсуву, один із модулів пружності.
Модуль зсуву здебільшого позначається грецькою літерою μ або латинською літерою G, й вимірюється в Па. 
Характерне значення модуля зсуву твердих тіл лежить в області гігапаскалів. Модуль зсуву часто називають модулем пружності другого роду.
| Матеріал   | Типове значення модуля зсуву (ГПа) (при кімнатній температурі) |
| ---------- | -------------------------------------------------------------- |
| Алмаз      | 478                                                            |
| Сталь      | 80,0                                                           |
| Мідь       | 63,4                                                           |
| Титан      | 41,4                                                           |
| Скло       | 26,2                                                           |
| Алюміній   | 25,5                                                           |
| Поліетилен | 0,117                                                          |
| Гума       | 0,0006                                                         |

Довільну деформацію ізотропного твердого тіла можа розбити на дві важливі складові — деформацію розтягу/стиску, яка зв'язана із 
зміною лінійних розмірів тіла, й деформацію зсуву, при якій змінюється форма тіла. 
Фізичний зміст модуля зсуву визначається рівнянням:
{\displaystyle \mu ={\frac {\tau _{xy}}{\gamma _{xy}}}={\frac {F/A}{\Delta x/l}}={\frac {Fl}{A\Delta x}}}
де 
{\displaystyle \tau _{xy}=F/A\,} — дотичне напруження;
{\displaystyle F} — зсувне зусилля;
{\displaystyle A} — площа зсуву під впливом зусилля F;
{\displaystyle \gamma _{xy}=\Delta x/l=tg\theta \,} — деформація зсуву;
{\displaystyle \Delta x} — зміщення;
{\displaystyle l} — початкова довжина.
При довільній деформації, яка описується тензором деформації {\displaystyle \varepsilon _{ij}}, вклад пружних сил у вільну енергію можна виразити у вигляді 
{\displaystyle F=\mu \sum _{i,k}\left(\varepsilon _{ij}-{\frac {1}{3}}\varepsilon _{ii}\delta _{ik}\right)^{2}+{\frac {K}{2}}\sum _{i}\varepsilon _{ii}^{2}},
де {\displaystyle \delta _{ik}} — символ Кронекера;
K — модуль всебічного стиску.
Друга сума в даному виразі описує деформацію розтягу/стиску, перша сума — деформацію зсуву. Коефіцієнт, який стоїть перед нею називається модулем зсуву. Модуль зсуву завжди додатній.

## Зв'язок із іншими модулями пружності
Модуль пружності збігається із другим коефіцієнтом Ламе.
{\displaystyle K=\lambda +{\frac {2}{3}}\mu },
де λ — перший із коефіцієнтів Ламе. 
{\displaystyle \mu ={\frac {E}{2(1+\nu )}}},
де E — модуль Юнга, а ν — коефіцієнт Пуассона. 